# Mercury-Redstone 4
Die Mission Mercury-Redstone 4 (MR-4) am 21. Juli 1961 war der zweite US-amerikanische Weltraumflug im Rahmen des Mercury-Programms. Das Erreichen der Erdumlaufbahn war allerdings noch nicht geplant, vielmehr wurde ein suborbitaler Flug durchgeführt. Die Landekapsel versank nach der Wasserung, und der Astronaut Virgil Grissom konnte sich nur schwimmend retten.

## Besatzung
Im Januar 1961 wählte die NASA Virgil „Gus“ Grissom als Astronauten für die zweite suborbitale Mercury-Mission aus. Als Ersatzpilot wurde John Glenn eingeteilt. Erst am 15. Juli, wenige Tage vor dem Start, wurde dies der Öffentlichkeit bekannt gegeben.
Alle anderen Mercury-Astronauten waren dennoch an der Flugüberwachung beteiligt. Die Rolle des Verbindungssprechers (CapCom) übernahm Alan Shepard.

## Vorbereitung
Das Mercury-Raumschiff (Seriennummer 11) wurde am 7. März 1961 in Cape Canaveral angeliefert, die Redstone-Rakete (Seriennummer 8) am 12. Juni.
Das Raumschiff wurde von Grissom „Liberty Bell 7“ benannt, nach der Form, die an die Freiheitsglocke in Philadelphia erinnerte. Während Shepard für den vorhergegangenen Flug die Nummer 7 wählte, weil sein Raumschiff das siebte dieser Serie war, entschied sich Grissom, nicht die 11 zu verwenden, sondern die 7 beizubehalten, als Zeichen für die sieben Astronauten des Mercury-Programms. NASA-Mitarbeiter malten sogar den charakteristischen Riss der Freiheitsglocke auf das Raumschiff.
Bei Liberty Bell 7 wurden gegenüber Freedom 7 zwei größere Konstruktionsänderungen vorgenommen. Ein neues, trapezförmiges Fenster erlaubte dem Astronauten die Sicht nach außen. Außerdem wurde die Ausstiegsluke mit einem Explosionssatz versehen, der die Luke nach der Landung nach außen absprengen sollte, um den Ausstieg zu erleichtern. Dieser neue Mechanismus sollte bei der Landung noch eine große Rolle spielen.
Am 25. Mai hielt Präsident John F. Kennedy seine historische Ansprache vor dem Kongress, in der er eine bemannte Landung auf dem Mond noch vor Ende des Jahrzehnts ankündigte.

## Flugverlauf

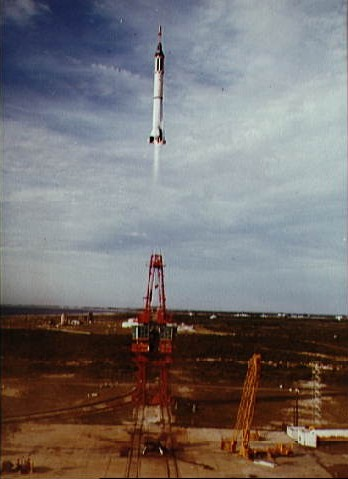
Mercury-4-Start

Der Start war zuerst für den 18. Juli vorgesehen, wurde aber wegen schlechten Wetters auf den 19. Juli verlegt. Zehn Minuten vor dem Ende des Countdowns wurde aber auch dieser Start abgesagt und um zwei Tage verschoben.
Schließlich hob die Redstone-Rakete mit Liberty Bell 7 an der Spitze am 21. Juli ab. Nach zwei Minuten und 22 Sekunden schaltete das Triebwerk ab, und das Raumschiff löste sich von der Redstone-Rakete. Die Geschwindigkeit betrug zu diesem Zeitpunkt 2 km/s. Für etwa fünf Minuten befand sich Grissom in der Schwerelosigkeit.
Grissom konnte das Raumschiff um mehrere Achsen drehen. Der Wiedereintritt in die Erdatmosphäre erfolgte mit über 11g. Nach einem ballistischen Flug und Erreichen der Gipfelhöhe von 190 km, zündete das erste Mal ein Astronaut die Bremsraketen des Raumschiffs von Hand. Während des Niedergangs beobachtete Grissom Risse im Fallschirm, die sich jedoch nicht vergrößerten. Schließlich wasserte Liberty Bell 7 nach einem Flug von 15 Minuten und 37 Sekunden 487 km entfernt vom Startpunkt.

## Beinahekatastrophe nach der Wasserung
Bis zur Wasserung verlief der Flug ohne größere Probleme. Hubschrauber waren bereits zum Landeplatz geflogen, um den Astronauten an Bord zu nehmen sobald er die Landekapsel verlassen würde. Grissom war noch in der Kapsel, als der Sprengsatz der Luke ausgelöst wurde und Wasser in das Innere der Kapsel eindrang.
Grissom hatte bereits den Helm und die Sauerstoffleitungen abgenommen und konnte sich durch die offene Luke ins Meer retten. Wäre er noch angeschnallt gewesen, wäre er unweigerlich ertrunken.
Den beiden Piloten des Hubschraubers, der am dichtesten bei Liberty Bell 7 war, gelang es noch, die Landekapsel an den Haken zu nehmen. Sie wollten sich gerade Grissom zuwenden, um ihn an Bord zu holen, als eine Warnlampe im Cockpit auf eine Überlastung der Motoren hinwies. Daraufhin wurde ein zweiter Hubschrauber zu Grissom beordert.
Grissom hatte zuerst keine Mühe sich über Wasser zu halten, weil ihm die Luft im Raumanzug genügend Auftrieb gab. Diese Luft entwich aber nach und nach durch den Nackenwulst, außerdem strömte Wasser durch die Anschlüsse der Sauerstoffleitungen, so dass es für ihn immer schwieriger war zu schwimmen. Zusätzliches Gewicht hatte er auch dabei, da er etliche Souvenirs im linken Hosenbein seines Raumanzuges mit auf seinen Flug genommen hatte, unter anderem zwei Rollen 50-Cent-Stücke für die Kinder von Freunden, drei Dollarnoten, ein paar Miniaturmodelle des Raumschiffs und zwei Pilotenabzeichen. Zudem wurde Grissom durch die Wellen behindert, die der Rotorwind des zweiten Hubschraubers verursachte. Durch Winken der Arme versuchte er Hilfe von den Hubschraubern zu erhalten, die Besatzungen deuteten es aber erst als Grußwinken Grissoms und winkten ihm freundlich zurück.
Er konnte einen Rettungsgurt ergreifen, der ihm zugeworfen wurde, wobei die Halterung zum Bergen von Grissom in Panik und unter körperlicher Erschöpfung falsch herum angelegt worden war. Dann konnte Grissom an Bord geholt werden, wobei er allerdings noch zweimal untergetaucht wurde. Insgesamt hatte Grissom etwa vier Minuten im Wasser verbracht. Auf dem Weg im Hubschrauber zum Bergungsflugzeugträger legte er sofort eine Schwimmweste an, da er Angst hatte, dass er wieder im Wasser landen könnte, wenn der Hubschrauber Probleme gehabt hätte. An Bord des Flugzeugträgers überreichte ihm dann ein Offizier seinen Helm, der aus der sinkenden Kapsel heraus geschwommen sein musste und von der Besatzung eines Zerstörers geborgen worden war.
In der Zwischenzeit hatten die Piloten des ersten Hubschraubers alle Versuche aufgegeben, die Kapsel zu retten. Vollgelaufen wog sie mehr als die Maschine heben konnte, und es bestand die Gefahr, dass die Motoren überlastet würden. Schließlich versank Liberty Bell 7 im Atlantik auf eine Tiefe von 5000 Metern.

### Bergung und Restaurierung derLiberty Bell 7
Nach mehreren vergeblichen Versuchen 1992 und 1993 gelang am 20. Juli 1999, am dreißigsten Jahrestag der Mondlandung von Apollo 11 der Oceaneering International Services, Inc. die Bergung aus dem Atlantik. Die Bergung wurde vom Discovery Channel finanziert. Die Bergungsleitung hatte Curt Newport, der 14 Jahre in 4.900 m Tiefe, 300 sm (560 km) südöstlich der Cape Canaveral Air Force Station danach gesucht hatte. Unter anderem wurden auch Teile des Raumanzuges und 10-Cent-Münzen, die als Souvenir mitgeflogen waren, geborgen.
Nach dem Verlaschen der Liberty Bell 7 an Deck des Bergungsschiffes „Ocean Project“, wurde ein weiterer Explosivkörper (SOFAR bomb) entfernt. Dieser hätte beim Sinken des Raumschiffes auslösen sollen. Danach wurde die Kapsel in einen Seewassertank versenkt, um weitere Korrosion durch Luftsauerstoff zu verhindern.
Im Cosmosphere (Hutchinson, Kansas) wurde die Kapsel demontiert und gereinigt und bis 15. September 2006 auf einer landesweiten Ausstellungsreisen präsentiert. 2016 erfolgte eine kurzfristige Ausleihe an das The Children’s Museum of Indianapolis.

## Nachuntersuchungen

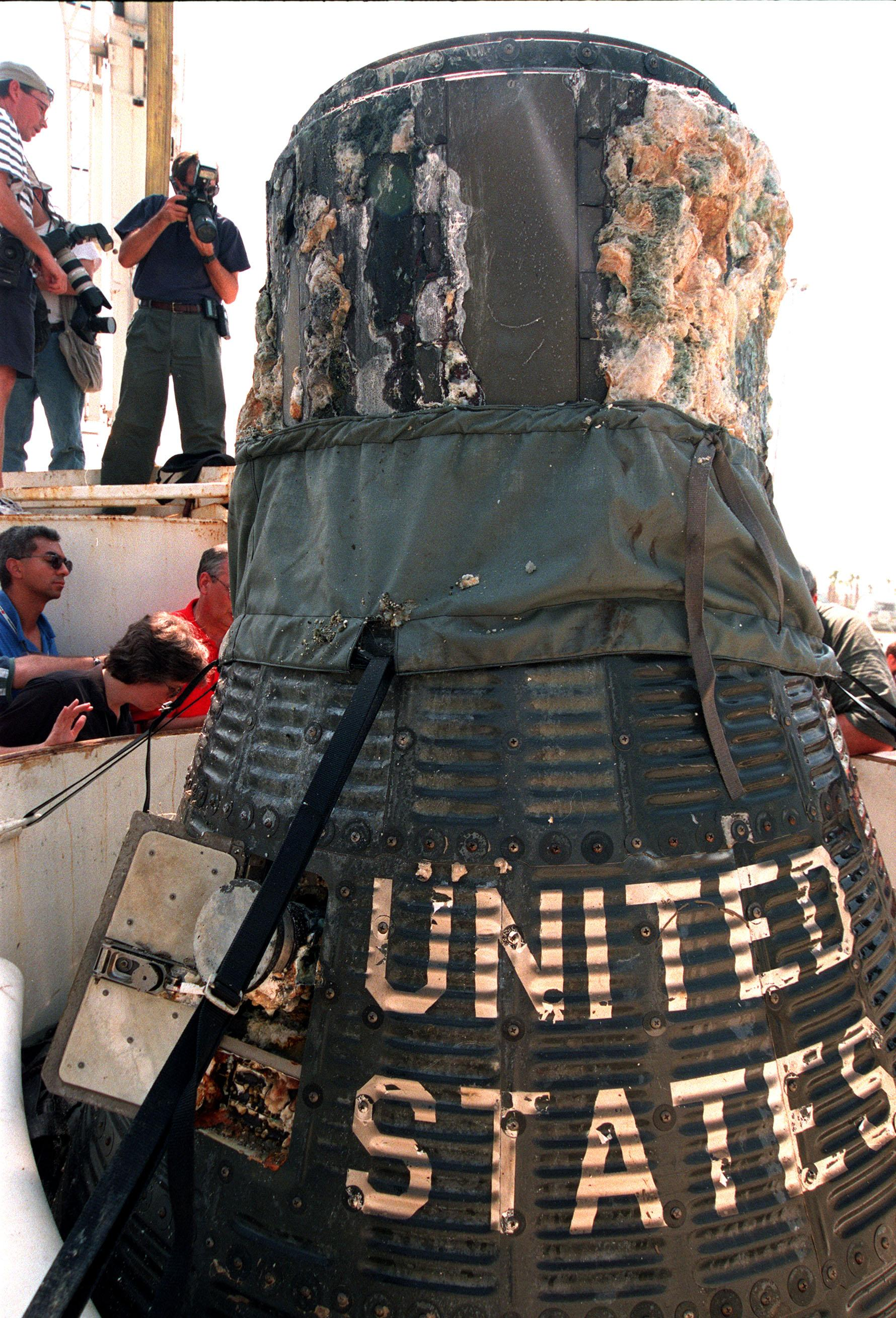
Die geborgene Liberty Bell 7, 1999

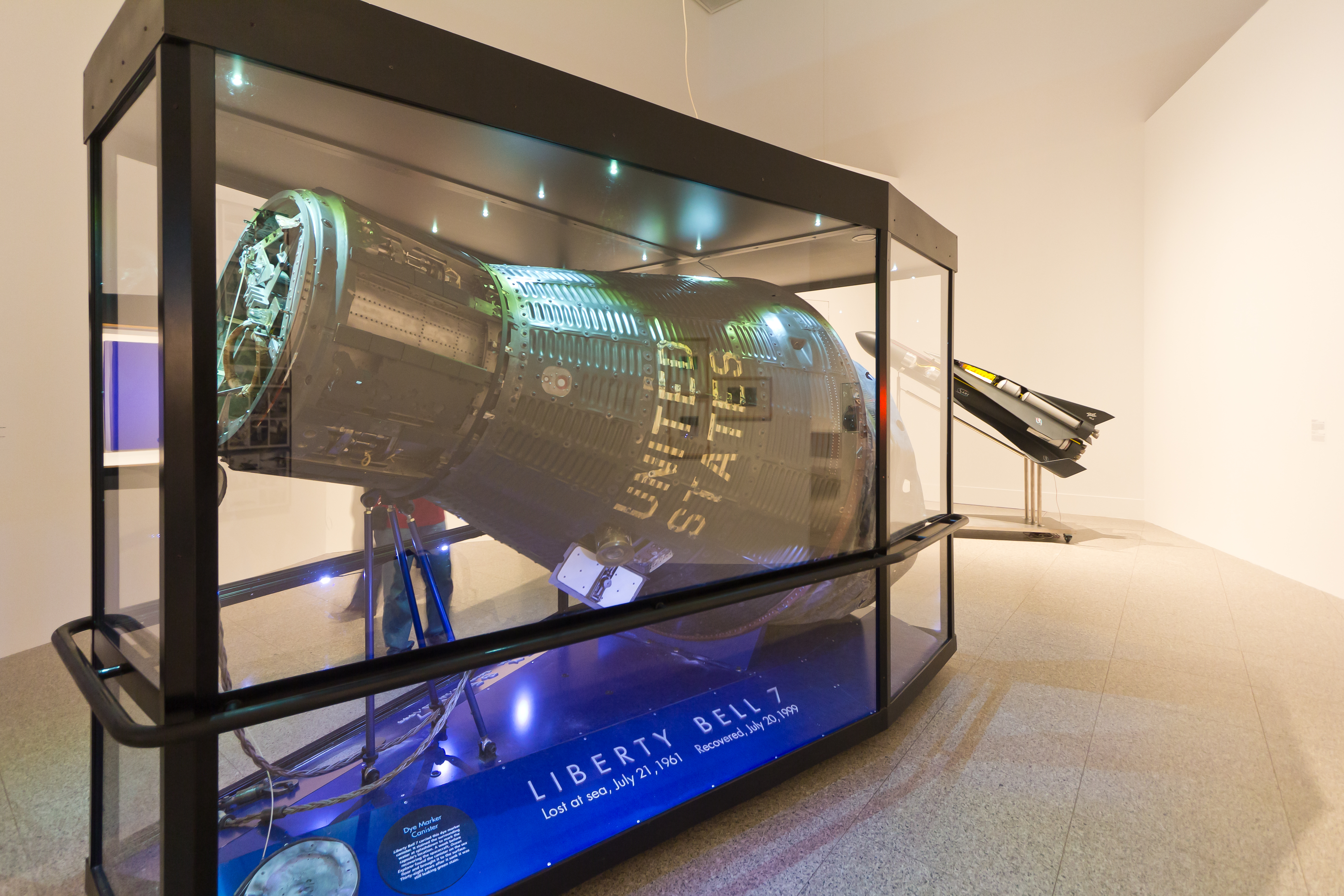
Die Liberty Bell 7 in der Bundeskunsthalle, 2014

Bis heute ist nicht geklärt, warum der Lukendeckel abgesprengt wurde. Es gab zwei Auslösemechanismen: im Inneren der Landekapsel konnte der Pilot den Sprengsatz auslösen, und auch von außen konnten Rettungsmannschaften im Notfall einen T-förmigen Griff (t-handle) ziehen.
Grissom widersprach heftig den Vorwürfen, dass er die Luke absichtlich oder unabsichtlich abgesprengt haben könnte. Bei späteren Mercury-Flügen trugen die Astronauten zudem leichte Handverletzungen davon, als sie den Sprengsatz betätigten. Grissom hatte keine derartige Verletzung, ein Indiz dafür, dass er mit der Hand nicht am Auslösemechanismus war, als die Ladung zündete. Die Vorwürfe konnten bis zu seinem Tod, sechs Jahre später beim Brand im Raumschiff Apollo 1, nicht vollständig ausgeräumt werden.
Eine Kommission unter Beteiligung des Astronauten Walter Schirra untersuchte den Vorgang und führte weitere Tests durch, doch konnte keine vorzeitige Explosion herbeigeführt werden. Ein Versuch, die Kapsel zu bergen, misslang 1994, konnte aber 1999 erfolgreich durchgeführt werden. Die Kapsel ist im Kansas Cosmosphere and Space Center ausgestellt. Vom 3. Oktober 2014 bis zum 22. Februar 2015 wurde sie an die Bundeskunsthalle in Bonn ausgeliehen und konnte dort in der Ausstellung „Outer Space“ im Original betrachtet werden.
Als aktuelle Theorie für den Hergang des Unglücks gilt folgende, jedoch wie alle anderen unbewiesene Variante:
Grissom beobachtete während des Sinkflugs am Fallschirm ein Loch in einem der Fallschirme, das in etwa der Größe der äußeren Abdeckung des Auslösers für die Sprengbolzen der Tür entsprach. Es wird angenommen, dass sich eine Leine des Fallschirms oder der Leuchtboje in dem Hebel verfangen hatte und ihn nach der Landung auslöste. Außerdem gab es vor dem Start mehrere Countdown-Stopps, einen wegen eines falsch angebrachten Sprengbolzen der Luke.
Grissom machte nach der Mission den Vorschlag, dass Taucher an Bord der Bergungshubschrauber sein sollten, die die Kapsel mit Auftriebskörpern sichern sollten. Dieser Vorschlag wurde seitens der NASA beim Gemini-Projekt angenommen und bis zum Ende der Apollo-Missionen ausnahmslos angewandt, da bis dahin alle Raumschiffe im Meer landeten.

## Bedeutung für das Mercury-Programm und Grissoms weitere Karriere in der NASA
Auch wenn die Liberty Bell verloren ging, hatte das Mercury-Raumschiff seine Flugfähigkeit unter Beweis gestellt. Weitere suborbitale Testflüge wurden gestrichen, der nächste Mercury-Flug sollte mit einer Atlas-Rakete in die Erdumlaufbahn führen, allerdings mit einem Affen als Besatzung.
Grissom selbst hat den Verlust der Landekapsel nie überwunden. Der Verdacht gegen ihn konnte Zeit seines Lebens nicht komplett ausgeräumt werden, dennoch war er eines der angesehensten Mitglieder der Astronautengruppe. So übertrug man ihm das Kommando beim Flug von Gemini 3, dem Erstflug des neuen mehrsitzigen Raumschiffes der NASA. Als Kommandant stand ihm die Namensgebung seines Raumschiffes zu. Nicht ohne Selbstironie nannte er es in Anspielung an die versunkene Liberty Bell 7 Molly Brown, inspiriert durch das Broadway-Musical The Unsinkable Molly Brown. Versuchen der NASA-Offiziellen, diese Benennung zu unterbinden, trat er selbstbewusst mit dem Vorschlag entgegen, die Kapsel dann Titanic zu nennen. Nach der Wasserung allerdings hielt er die Luke so lange wie möglich geschlossen.
Wegen der bei diesem Flug nachgewiesenen Kompetenz übertrug man ihm nun auch das Kommando des ersten bemannten Fluges im Apollo-Programm. Tragischerweise kostete ihn die Luke seines dritten Raumschiffes das Leben. Bei einem im Januar 1967 durchgeführten Test von Apollo 1 brach in der reinen Sauerstoffatmosphäre an Bord ein Feuer aus. Den Rettungsmannschaften gelang es nicht, die dreiteilige Zugangsluke rechtzeitig zu öffnen. Wegen der Beinahekatastrophe mit der Liberty Bell hatte man bei den Apollo-Raumschiffen auf die Sprengvorrichtung an den Luken verzichtet. Grissom starb zusammen mit seinen Kameraden Ed White und Roger Chaffee in der Kommandokapsel des Raumschiffs.